# Bhatkal
Bhatkal (kiejtve: Bátkal, kannada nyelven:  ಭಟ್ಕಳ) város Indiában, a Malabár-parton, Karnátaka államban. Mangalortól kb. 120 km-re északra fekszik. Lakossága 32 ezer, a körzeté 110 ezer fő volt 2011-ben.
A helyi gazdaság leginkább a halászattól és a turizmustól függ.
A 16-17. században fontos kikötő volt. Ebből a korból származik a környék számos szép dzsaina és hindu kőtemploma. A város főutcáján van a Csandranáthésvara- és a Pársvanátha-basztí templomok. 
Innen 2 km-re keletre van az 1540-ben épült Khetapai Narájan templom. Kb. 12 km-re északra található a Murudésvara-templom. Bhatkaltól 80 km-re ÉNy-ra van India 2. legnagyobb vízesése, a Dzsog-vízesés.

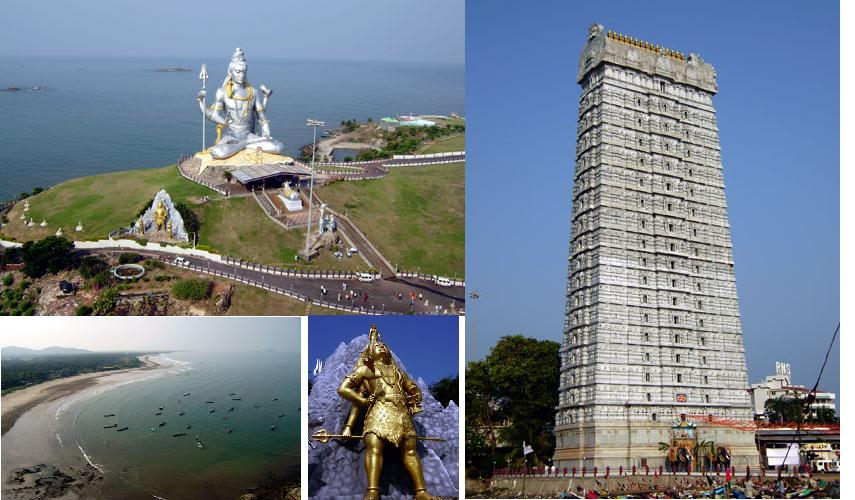
Murudeshwar-templom

## Fordítás
Ez a szócikk részben vagy egészben  az   Udupi című angol Wikipédia-szócikk fordításán alapul.  Az eredeti cikk szerkesztőit annak laptörténete sorolja fel. Ez a jelzés csupán a megfogalmazás eredetét és a szerzői jogokat jelzi, nem szolgál a cikkben szereplő információk forrásmegjelöléseként.